# Blücher (svær krydser)
 For alternative betydninger, se Blücher. (Se også artikler, som begynder med Blücher)
Blücher var en tung krydser af den tyske Admiral Hipper-klasse Krydseren var på 14.000 tons, og havde navn efter den preussiske generalfeltmarskal Blücher.
Blücher indgik i aktiv tjeneste i den tyske Kriegsmarine pr. 10. september 1939, men kunne dog først meldes kampklar i begyndelsen af april 1940 efter en del træningstogter. Blücher blev sænket i Oslofjorden under Nazi-Tysklands angreb på Norge den 9. april 1940.

## Sænket i Oslofjorden
Blücher blev under Operation Weserübung sænket i Oslofjorden ved 5-tiden om morgenen den 9. april 1940 af norske kystbatterier på fortet Oscarsborg under kommando af oberst Birger Eriksen. To 28 cm granater fra de henved 50 år gamle Krupp-kanoner Moses og Aron var det eneste, det underbemandede hovedbatteri på Søndre Kaholmen nåede at affyre, men begge blev fuldtræffere.
Det lykkedes to batterier på Drøbak-siden at antænde betydelige benzin-brande. To torpedoer fra Nordre Kaholmen fuldførte beskydningen. Omkring 830 mand gik ned med skibet, mens omkring 1.400 reddede sig i land på Oslofjordens østside. Skibet drev om i Drøbaksundet som et brændende vrag, og resten af den tyske flåde vendte om og trak sig ud. Egentlig skulle de 1.500 soldater om bord i Blücher og Lützow have marcheret over Oslos rådhusplads, samtidig som den tyske sendemand Curt Bräuer overleverede den norske regering sit ultimatum. I stedet druknede de ved Askholmene eller krøb gennemblødte og forkomne i land - uden våben og udstyr. Da flammerne nåede magasinet, gik hele beholdningen af granater i luften. Eksplosionen fik panserstålet til at slå revner, så vandet væltede ind, og krydseren rullede rundt. To timer efter ildkampen var det hele ovre. Invasionens flagskib gik ned med boven først kl 6:23 efter talrige eksplosioner. Kaptajn Axel Thaulow Petersson og hans fjerde gardekompagni satte sig på bussen mod Drøbak for at tage hånd om de omkring 600 tyske soldater og gaster, der var svømmet i land ved Søndre Hallangen gård. Kompagniet, der også stod for vagtholdet ved Akershus fæstning og Kongeslottet i Oslo, var i forvejen stærkt svækket med 30 sygemeldte pga udbrud af fåresyge.
Mange af tyskerne var nøgne, da de prøvede at tørre tøjet ved at brede det ud over strandklipperne. Mange havde tabt skoene, og måtte gå barfodet i sneen frem til gården Søndre Hallangen, hvor de fik varm mælk. De sårede var efterladt med tysk lægetilsyn. Blandt fangerne var generalerne Erwin Engelbrecht og Wilhelm Süssmann, kontreadmiral Oskar Kummetz og en række prominente officerer. Men kaptajn Petersson anede ikke, hvad han skulle gøre med sine fanger, og forbindelsen til Oslo var brudt. Han overvejede at indkvartere fangerne på Gardermoen, men om aftenen fik han besked om, at Oslo var opgivet, og at gardekompagniet skulle begive sig til Lillestrøm snarest. Til tyskernes umådelige forbavselse brød deres norske fangevogtere så op ved 19-tiden, uden en gang at medtage nogle af de højere officerer, der samme aften nåede frem til Oslo i beslaglagte busser og biler.

## Eftermæle
Sænkningen af Blücher siges at være den vigtigste bedrift i forsvaret af Norges selvstændighed nogensinde, idet der var flere højere officerer om bord fra general von Falkenhorsts stab, politifolk og andre med særlige opgaver i Norge. Efter sænkningen blev besættelsen af Norge forsinket, og den norske regering og kongehus fik tid at evakuere, og Norges Banks guldbeholdning blev bragt i sikkerhed. Havde Blücher og Lützow ankret op i Oslo havn med 20,3 centimeterne rettet mod Stortinget, havde situationen været helt anderledes.
Vraget af Blücher, som ligger ved Askholmene på 90 meters dybde, blev i 1994 ryddet for olie, som truede med at sive ud i Oslofjorden. De to skibsankre er bevaret. Et er udstillet i Drøbak og et i Aker Brygge i Oslo. Et fly er hævet fra Oslofjorden og udstillet i Flyhistorisk Museum i Stavanger. Vraget blev i 2016 fredet med forbud mod dykning og ved lov beskyttet som krigsmindesmærke.
Sænkningen af Blücher er dramatiseret og er en vigtig brik for handlingen i Kongens valg, 2016).